# Aniakchak River
Der Aniakchak River ist ein Fluss im Aniakchak National Monument and Preserve auf der Alaska-Halbinsel im Südwesten des US-Bundesstaats Alaska.

## Flusslauf
Der Aniakchak River entspringt oberhalb des Surprise Lake, einem See in der Caldera des Vulkans Mount Aniakchak, auf einer Höhe von etwa 330 m. Er durchfließt den Surprise Lake und wendet sich anschließend südostwärts. Der Aniakchak River mündet schließlich an der Südküste der Alaska-Halbinsel in die Aniakchak Bay.
Der Fluss durchbricht die Calderawand in einer „The Gates“ genannten Klamm mit einem Gefälle von 15 m/km. Es folgt für rund 15 Kilometer ruhigeres Gewässer bis zur Einmündung des Hidden Creek, ab wo der Fluss für etwa acht Kilometer in einem schmalen Bett enge Biegungen bildet. Danach mäandert der Aniakchak River mit geringer Fließgeschwindigkeit durch die Küstenebene bis zur Mündung.

## Naturschutz
Der Aniakchak River und seine vier größten Zuflüsse, Hidden Creek, Mystery Creek, Albert Johnson Creek und North Fork Aniakchak River, wurden 1980 durch den Alaska National Interest Lands Conservation Act als National Wild and Scenic River unter der Verwaltung des National Park Service ausgewiesen.